# Römerberg (Frankfurt am Main)
De Römerberg is het stadhuisplein van Frankfurt am Main, en sinds de middeleeuwen het centrum van de stad. Op het plein staat het gemeentehuis, de Römer.

## Geschiedenis
Volgens archeologische vondsten was de Samtagsberg reeds in de tijd van de Karolingen door een muur omgeven. Rond het jaar 1200 ontstonden de eerste huizen aan de oostkant van het plein. In de begindagen heette het plein gewoon Berg of Auf dem Berg. De naam Samtagsberg is volgens geschreven bronnen al van 1350 in gebruik. Het stratennet van de Altstadt bleef nog ongeveer vijfhonderd jaar onveranderd, tot dit aan het einde van de negentiende eeuw gewijzigd werd. 

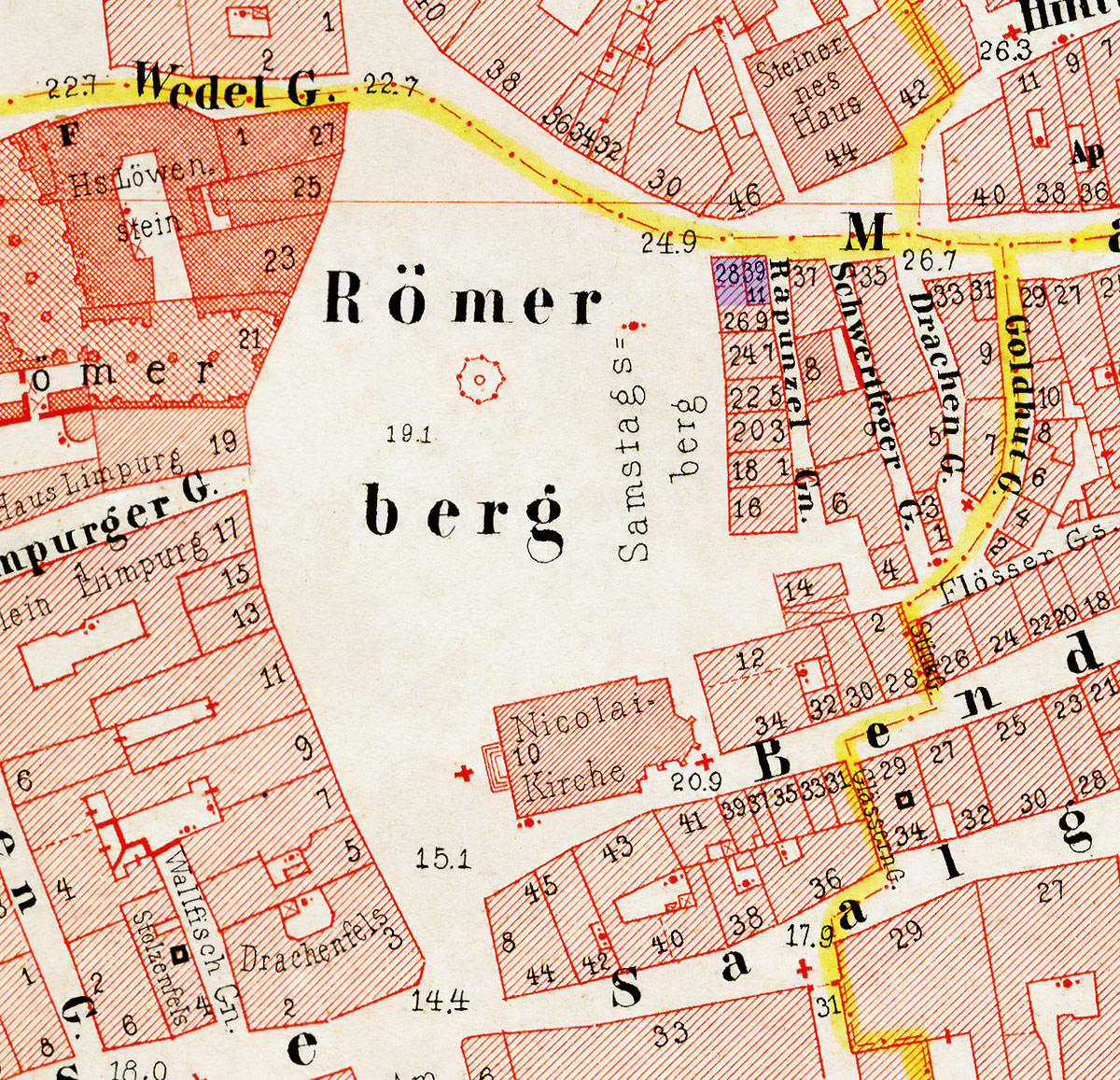
stratenplan uit 1862

Sinds de middeleeuwen is het plein al het toneel van belangrijke evenementen. Tussen 1562 en 1792 werden tien keizers van het Heilige Roomse Rijk in de stad gekroond en vond er telkens een groots volksfeest plaats op het plein ter ere van de nieuwe keizer. Reeds in de dertiende eeuw werden er grote markten op het plein georganiseerd. De herfstmarkt werd vanaf 1240 van midden augustus tot begin september gehouden en sinds 1330 was er ook een lentemarkt. Tijdens deze veertien dagen durende markt trok de stad handelaars uit het hele Rijk aan. Buiten deze jaarbeurzen vond er sinds 1393 ook de jaarlijkse kerstmarkt van Frankfurt plaats.
Met de val van het Heilige Roomse Rijk verloor de Römerberg zijn rol als decor van de prachtige volksfeesten en de levendige handel. De jaarbeurzen verloren ook aan belang en vele rijke burgers verhuisden in de negentiende eeuw van de oude stad naar de nieuwe woonwijken langs de wallen en naar de nieuw ontstane voorsteden Westend en Nordend. Het stadscentrum verschoof naar de nieuwe stad. Met zijn vele classicistische nieuwbouw werd Frankfurt beschouwd als een van de mooiste steden van Duitsland, terwijl de middeleeuws ogende oude stad met de Römerberg als centraal punt als verouderd beschouwd werd.
Aan het einde van de negentiende eeuw werd het plein onder handen genomen en vernieuwd. Tussen 1904 en 1906 werden enkele oude huizen aan de noordzijde gesloopt en vervangen door historische nieuwbouw. Het plein won opnieuw aan belang en van 1932 tot 1939 werd elk jaar in de zomer de internationaal gerenommeerde Römerberg-Festspiele gehouden, waarbij theatervoorstellingen in de open lucht gespeeld werden.
Tijdens de Tweede Wereldoorlog werden de Römerberg en de hele Altstadt verwoest. De middeleeuwse kelders hadden de bommen doorstaan en waren sinds 1940 door een ondergronds netwerk met elkaar verbonden. Hierlangs konden de mensen ontsnappen aan de vuurzee en zo werden ze gered. In 1952 werd begonnen met de wederopbouw. Aan de Samstagsberg werden van 1981 tot 1983 nog enkele gebouwen historisch getrouw heropgebouwd. Van het beroemde huis Großer und Kleiner Engel bestonden gedetailleerde plannen, maar van andere gebouwen moest men voornamelijk afgaan op tekeningen, foto's en luchtfoto's om ze te reconstrueren.